# نظام استرجاع حرارة العادم

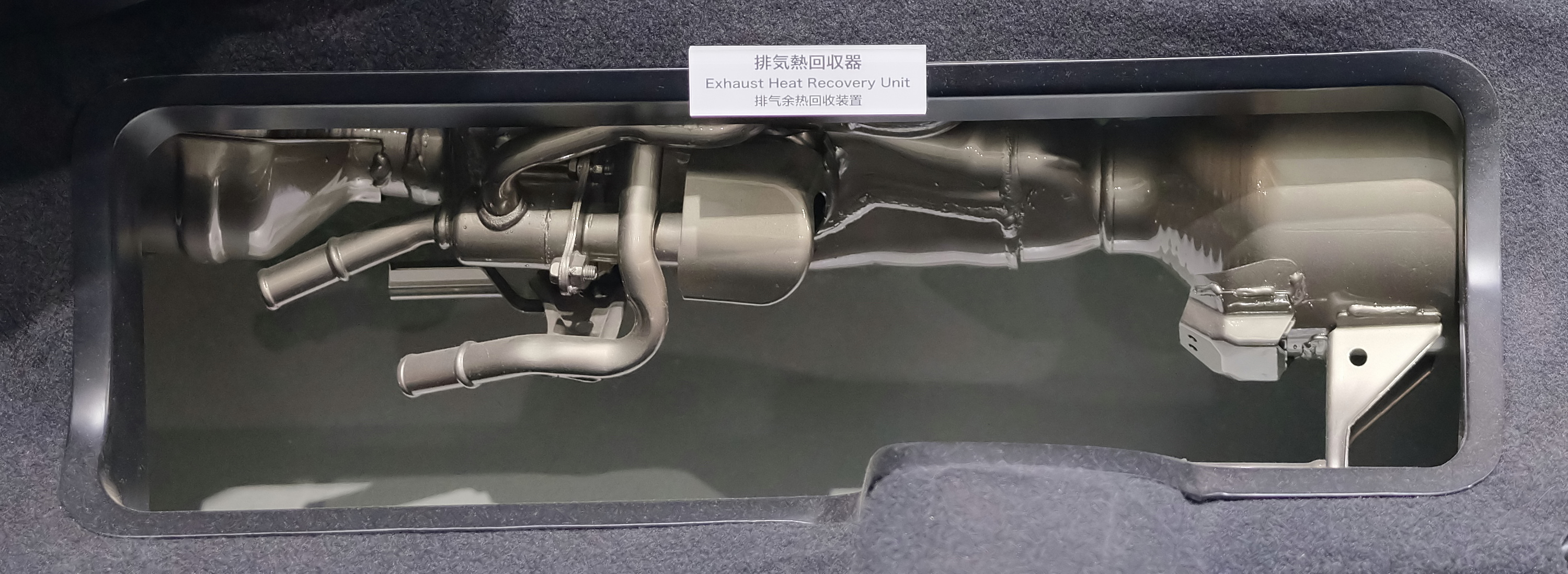

في النقل، يقوم نظام استرجاع حرارة العادم بتحويل المفاقيد الحرارية في أنبوب العادم إلى طاقة. تدخل هذه التكنولوجيا في اهتمام العديد من مصنعي السيارات والمعدات الثقيلة حيث أنها تعمل على توفير الوقود وتقليل انبعاثات ثنائي أكسيد الكربون. يمكن استخدام هذه التكنولوجيا سواء مع السيارات الهجينة أو التقليدية فهي تنتج طاقة كهربية للبطاريات أو ميكانيكية لعمود المرفق.[بحاجة لمصدر]

## مبدأ العمل

### المفاقيد الحرارية لمحرك الاحتراق الداخلي
تستهلك المحركات الحالية وقود أقل من السابق ولكن الكفاءة الحرارية لها لا زالت كما هي لم تتغير منذ نشأتها. أقصى كفاءة تم الوصول لها لمحرك أوتو له 4 أسطوانات هي 35% مما يعني أن 65% من الطاقة الموجودة بالوقود قد أهدرت في فواقد الضخ ومفاقيد الاحتكاك ومفاقيد التبريد ومفاقيد العادم وغيرها. تصل كفاءة محركات الديزل إلى 45% كأقصى قيمة لها ولكنها ما زالت بعيدة عن كفاءة كارنو.

### مفاقيد حرارية في أنبوب العادم
تختلف مفاقيد الطاقة في أنبوب العادم لمحركات الاحتراق الداخلي: حرارية وحركية وكيميائية وحرارة كامنة. تتمركز الطاقات المهمة في الطاقة الحركية والحرارية بينما يمكن إهمال البقية. يمكن استعادة الطاقة الحركية من خلال الشاحن التوربيني (بالإنجليزية: Turbocharger)‏.

## تكنولوجيا استعادة الحرارة

### استعادة حرارة غاز العادم
اتسمت سيارة شيفورليه 2016 الهجينة بهذا النظام لتسريع عملية تسخين المادة المبردة. هذا يساعد على تسخين المادة المبردة بالمحرك بصورة أسرع والذي بدوره يعمل على تسخين المحرك بصورة أسرع. يتم عمل خنق بصورة أقل مما يقلل الانبعاثات واستهلاك الوقود. هذا أيضا يؤدي إلى تسريع عملية تدفئة المركبة من الداخل لراحة المسافرين. يتصل نظام التبريد بمبادل حراري يتواجد في أنبوب العادم والذي يحول الطاقة الحرارية من غازات إلى العادم إلى نظام التبريد. يتحول غاز العادم إلى مسار الأنبوب عند وصل المحرك للدرجة المطلوبة.

### رانكن
تستخدم دورة رانكن وهي من دورات الديناميكا الحرارية المائع والشغل ويرجع ذلك لأربع عمليات انعكاسية. في النقل يقوم نظام دورة رانكن بتبخير المائع المضغوط وذلك لوجود مولد البخار الموجود في أنبوب العادم. يتحول المائع إلى بخار وذلك بفضل غاز العادم. يقوم الضغط بتشغيل الموسع (بالإنجليزية: Expander)‏ لمحرك رانكن الذي مكنه أن يكون توربينه بالإضافة إلى موسع حجمي. يمكن لهذا الموسع أن يتصل بعمود مرفق لتشغيل محرك حراري أو محول لإنتاج الكهرباء.
يمكن للمائع المستخدم أن يكون مائع رطب مثل الماء أو مائع عضوي. يعتمد اختيار المائع على درجة حرارة النظام الجاري. قام علماء من جامعات بأمريكا بدراسة وتوصلوا أنه يمكن توفير وقود بنسبة تتراوح بين 6.3 و31.7% باستخدام حرارة العادم من المركبات وتعتمد نسبة التوفير على الدورة المستخدمة ويمكن الوصول لكفاءات عالية عند ضغوط تشغيل معينة.

### مولد كهروحراري
هو اختيار آخر لتحويل الحرارة من أنبوب العادم لتقليل استهلاك وقود المركبات.

## استعادة حرارة العادم لمحرك احتراق داخلي مع أنظمة دورة رانكن

### مركبات المسافرين
لمواجهة الالتزامات المعقدة في أمريكا، اليابان، الصين وأوروبا فيما يخص انبعاثات Co2 فإن أنظمة استعادة الحرارة هي انسب طريق لمواجهة هذه التحديات خصوصا أن الحرارة تنت بصور شتى من المحرك. كثير من الشركات حاليا تنتج أنظمة تعمل بدورة رانكن.

#### بي ام دبليو
تعتبر هذه الشركة الألمانية أولى الشركات التي قامت برداسة نظام استعادة الحرارة بدورة رانكن ويسمى منتج البخار (بالإنجليزية: Turbosteamer)‏.

#### هوندا
قامت هوندا بتطوير نموذج يعتمد على دورة رانكن لزيادة كفاءة المركبات الهجينة عن طريق تحويل حرارة المحرك إلى كهرباء للبطاريات.  هوندا

#### إكسوا- Exoès
شركة فرنسية تقوم بصناعة وتصميم أنظمة استعادة الحرارة اعتمادا على دورة رانكن. يقوم هذا النظام بتوفير الوقود بنسبة تتراوح بين 5 إلى 15%.

#### إف في في - FVV
هي شراكة ألمانية توحد اغلب مصنعي المحركات حول العالم. تقوم هذه الشراكة حاليا على دراسة أنظمة استرجاع الحرارة على مركبات المسافرين.

### استعادة الحرارة في السيارات الرياضية
كفاءة الوقود، تقليل انبعاث Co2، الدقة والتكلفة هي أهم الأجزاء التي تتعلق بمصنع سيارة الفورميلا 1. منافسات السيارات الرياضية هي فرضة عظيمة لمحاولة وإدخال تكنولوجيا جديدة التي يمكن بعد ذلك تركيبها لمركبات المسافرين. قام مصنعي هذه السيارت بتصنيع واحد من أوائل أنظمة استرجاع الحرارة.  هذه الأنظمة أصبحت إلزامية منذ عام 2014 في مثل هذه العربات. 